# 唐澤範行
唐澤 範行（からさわ のりゆき、1951年10月20日 - ）は、日本の実業家。長野県上伊那郡箕輪町出身。東京理科大学工学部卒業。アサヒフードアンドヘルスケア社長、アサヒグループ食品社長、学校法人東京理科大学理事長補佐を経て、2018年、公立大学法人公立諏訪東京理科大学初代理事長に就任。

## 人物
アサヒスーパードライの海外製造拠点立ち上げを手掛ける。また、2015年にはアサヒグループの食品事業3社を統合したアサヒグループ食品の社長に就任し、新体制の礎を築いた。公立大学法人公立諏訪東京理科大学の元理事長である。

## 略歴
- 1970年 - 長野県伊那北高等学校卒業[2]。
- 1974年 - 東京理科大学工学部機械工学科卒業。
- 1974年 - 朝日麦酒（現在のアサヒビール）入社[2]。
- 2002年 - アサヒビールエンジニアリング代表取締役社長就任。
- 2009年 - アサヒビール常務取締役就任[3]。
- 2011年 - アサヒフードアンドヘルスケア株式会社代表取締役副社長就任。
- 2012年 - アサヒフードアンドヘルスケア株式会社代表取締役社長就任[4]。
- 2015年 - アサヒグループ食品株式会社代表取締役社長就任（ - 2017年3月）[2]。
- 2017年 - 学校法人東京理科大学理事長補佐就任[2]
- 2018年 - 公立大学法人公立諏訪東京理科大学理事長就任[1]。